# Álcool butiliéter
Álcool butiliéter ou PPG-14 é um composto químico baseado em 14 grupos de átomos  de éter etílico e um grupo de butila. Ele é um composto sintético petrolífero derivado do óxido propolieno.
Este composto é muito usado na indústria cosmética para produção para as seguintes propriedades: emolientes e realçador em desodorantes, agente de deposição para produtos dermatológicos e dissolvedor para os pés.